# Przyszynka szlachetna
Przyszynka szlachetna; szołdra (Pinna nobilis) – małż słonowodny należący do rodziny Pinnidae. Jego muszla osiąga długość do 120 cm. Znajduje się pod ochroną.

## Rozmieszczenie geograficzne
Pinna nobilis to endemiczny gatunek Morza Śródziemnego. Zamieszkuje strefę przybrzeżną; może żyć na głębokościach od 0,5 do 60 m.

## Środowisko
Można go znaleźć na dnie morskim, ukrytego pod miękkimi osadami takimi jak drobny piasek i błoto. Jest przystosowany do życia w warunkach beztlenowych.
W ciągu ostatnich 20-30 lat populacja Pinna nobilis zmniejszyła się ze względu na połowy i zakotwiczenia statków. Jaja, larwy i dorosłe osobniki giną przez zanieczyszczenia chemiczne wód.

## Morfologia
Muszla małża osiąga zwykle rozmiary 91 cm, jej kształt różni się w zależności od siedlisk w których przebywa. Gatunek wykazuje szczególną wrażliwość na zanieczyszczenia środowiska oraz jest narażona na zniszczenia muszli. Przymocowuje się do skał za pomocą silnego bisiora, złożonego z wielu jedwabistych nici. Są to włókna keratynowe osiągające 6cm, wydzielane przez gruczoł bisiorowy. Wnętrze muszli Pinna nobilis pokryte jest warstwą perłową.